# Daniel Alfredsson
Daniel Alfredsson (nacido el 11 de diciembre de 1972, Gotemburgo, Suecia) es un jugador sueco profesional de hockey sobre hielo que muchas veces es considerado como un ejemplo de líder. Es el capitán de los Ottawa Senators de la NHL. Es alero derecho y juega generalmente en la primera línea. Es conocido como “Alfie” en Norteamérica y “Affe” en Suecia.
El 113 en el Draft de 1994, Alfredsson fue un hallazgo notable de los Senators. En su primera temporada en la NHL (95-96) ganó el trofeo Calder en la categoría de «novato del año». Por sus capacidades de liderazgo, fue nombrado capitán en la 99-2000 quitándole el cargo a Alexei Yashin. Alfredsson continuó como capitán la siguiente temporada 2000-01, cuando Yashin rechazó la “C” de capitán. Renovó dos años de contrato en 2002 y además de eso fue nombrado por su entrenador, Jacques Martin, como el capitán definitivo de los Senators. En marzo de 2004, renovó su contrato extendiéndolo cinco años, dando a entender que se retirará en los Senators.
Durante el cierre de la NHL (temporada 2004-05) jugó en el Frölunda sueco con sus compatriotas P. J. Axelsson y Samuel Pahlsson, con quienes ganó el campeonato sueco.
Alfredsson se casó con Birgitta Backman el 31 de julio de 2004. Tienen dos hijos, Hugo, nacido en 2003 y Loui nacido en 2006.
Reside tanto en la ciudad de Ottawa, Ontario (Canadá) como en Särö, Suecia. 

## Palmarés
- 1996- Seleccionado en el equipo Rookie
- 1996- Ganador del Trofeo Calder Memorial
- 1996, 1997, 1998, 2004- Jugó el partido de All-star
- 2006- Oro olímpico.

## Trayectoria
| 1990–91           | Mölndal Hockey    | SEL2              | 3   | 0   | 0   | 0   | 2   | 8   | 4  | 4  | 8  | 4  |
| 1991–92           | Mölndal Hockey    | SEL2              | 32  | 12  | 8   | 20  | 43  | —   | —  | —  | —  | —  |
| 1992–93           | Frölunda HC       | SEL               | 21  | 1   | 5   | 6   | 8   | —   | —  | —  | —  | —  |
| 1993–94           | Frölunda HC       | SEL               | 39  | 20  | 10  | 30  | 18  | 4   | 1  | 1  | 2  | 8  |
| 1994–95           | Frölunda HC       | SEL               | 22  | 7   | 11  | 18  | 22  | —   | —  | —  | —  | —  |
| 1995–96           | Ottawa Senators   | NHL               | 82  | 26  | 35  | 61  | 28  | —   | —  | —  | —  | —  |
| 1996–97           | Ottawa Senators   | NHL               | 76  | 24  | 47  | 71  | 30  | 7   | 5  | 2  | 7  | 6  |
| 1997–98           | Ottawa Senators   | NHL               | 55  | 17  | 28  | 45  | 18  | 11  | 7  | 2  | 9  | 20 |
| 1998–99           | Ottawa Senators   | NHL               | 58  | 11  | 22  | 33  | 14  | 4   | 1  | 2  | 3  | 4  |
| 1999–00           | Ottawa Senators   | NHL               | 57  | 21  | 38  | 59  | 28  | 6   | 3  | 1  | 4  | 2  |
| 2000–01           | Ottawa Senators   | NHL               | 68  | 24  | 46  | 70  | 30  | 4   | 1  | 0  | 1  | 2  |
| 2001–02           | Ottawa Senators   | NHL               | 78  | 37  | 34  | 71  | 45  | 12  | 7  | 6  | 13 | 4  |
| 2002–03           | Ottawa Senators   | NHL               | 78  | 27  | 51  | 78  | 42  | 18  | 4  | 4  | 8  | 12 |
| 2003–04           | Ottawa Senators   | NHL               | 77  | 32  | 48  | 80  | 24  | 7   | 1  | 2  | 3  | 2  |
| 2004–05           | Frölunda HC       | SEL               | 15  | 8   | 9   | 17  | 10  | 14  | 12 | 6  | 18 | 8  |
| 2005–06           | Ottawa Senators   | NHL               | 77  | 43  | 60  | 103 | 50  | 10  | 2  | 8  | 10 | 4  |
| 2006–07           | Ottawa Senators   | NHL               | 77  | 29  | 58  | 87  | 42  | 20  | 14 | 8  | 22 | 10 |
| 2007–08           | Ottawa Senators   | NHL               | 70  | 40  | 49  | 89  | 34  | 2   | 0  | 0  | 0  | 0  |
| 2008–09           | Ottawa Senators   | NHL               | 79  | 24  | 50  | 74  | 24  | —   | —  | —  | —  | —  |
| SEL - N.º totales | SEL - N.º totales | SEL - N.º totales | 97  | 36  | 35  | 71  | 58  | 18  | 13 | 7  | 20 | 16 |
| NHL - N.º totales | NHL - N.º totales | NHL - N.º totales | 932 | 355 | 566 | 921 | 409 | 101 | 43 | 37 | 80 | 66 |

## Participaciones con Suecia
|                                         |    | Torneo | Torneo | Torneo | Torneo | Torneo |
| Evento                                  | PJ | G      | A      | Pts    | PIM    |        |
| --------------------------------------- | -- | ------ | ------ | ------ | ------ | ------ |
| Campeonato Mundial de 1995              | 8  | 3      | 1      | 4      | 4      |        |
| Copa del Mundo de 1996                  | 4  | 0      | 0      | 0      | 2      |        |
| Campeonato Mundial de 1996              | 6  | 1      | 2      | 3      | 4      |        |
| Campeonato Mundial de 1997              | 4  | 0      | 0      | 0      | 2      |        |
| Juegos Olímpicos de Nagano 1998         | 4  | 2      | 3      | 5      | 2      |        |
| Campeonato Mundial de 1999              | 10 | 4      | 5      | 9      | 8      |        |
| Campeonato Mundial de 2001              | 9  | 3      | 5      | 8      | 8      |        |
| Juegos Olímpicos de Salt Lake City 2002 | 4  | 1      | 4      | 5      | 2      |        |
| Copa del Mundo de 2004                  | 4  | 0      | 6      | 6      | 2      |        |
| Campeonato Mundial de 2004              | 8  | 4      | 2      | 6      | 8      |        |
| Campeonato Mundial de 2005              | 9  | 3      | 6      | 9      | 6      |        |
| Juegos Olímpicos de Turín 2006          | 8  | 5      | 5      | 10     | 2      |        |
| Juegos Olímpicos - N.º totales          | 16 | 8      | 12     | 20     | 6      |        |
| Campeonato Mundial - N.º totales        | 54 | 18     | 22     | 40     | 40     |        |